# DNasi attivata da caspasi
La DNasi attivata da caspasi (conosciuta con l'acronimo inglese CAD, caspase-activated DNase) è un enzima coinvolto nei processi apoptotici.
Normalmente si trova libero nel citoplasma complessato con il suo inibitore (iCAD). L'interazione con la caspasi 3 rimuove l'inibitore rendendolo disponibile.

## Funzione
CAD riconosce particolari siti sugli istoni; in corrispondenza di questi siti avviene il clivaggio degli stessi con conseguente degradazione dei nucleosomi in frammenti di 180 bp.

## Patologia
Una ridotta attività DNAsica nei sieri può essere associata con malattie autoimmuni come il LES, causate da una clearance inefficace dei corpi apoptotici e dalla conseguente esposizione di materiale nucleare non degradato. Tale materiale, non essendo stato adeguatamente opsonizzato e/o fagocitato andrebbe incontro ad una necrosi secondaria ed assumerebbe potere immunogeno, meccanismo questo alla base di tali patologie autoimmuni.